# 라디오 여행기
라디오 여행기는 KBS 3라디오에서 방송했던 장애인을 위한 여행기 낭독 프로그램이다.
2004년 4월 26일에 첫방송을 시작해 역대로 시간대가 변경되어 방송됐으나 2021년 1월 31일 방송을 마지막으로 17년만에 폐지되었다.

## 역대 방송시간
| 방송 채널               | 방송 기간                          | 방송 시간 |
| ----------------------- | ---------------------------------- | --- |
| KBS 3라디오             | 2004년 4월 26일 ~ 2004년 10월 17일 | 매일 아침 7:20 ~ 아침 7:40 (생방송), 매일 오후 3:20 ~ 오후 3:40 (재방송)                                             |
| KBS 3라디오             | 2004년 10월 18일 ~ 2006년 4월 23일 | 매일 아침 7:40 ~ 아침 8:00 (생방송), 매일 오후 3:40 ~ 오후 4:00 (재방송)                                             |
| KBS 3라디오             | 2006년 4월 24일 ~ 2011년 11월 6일  | 매일 아침 7:40 ~ 아침 8:00 (생방송), 매일 밤 8:40 ~ 밤 9:00 (재방송)                                                 |
| KBS 3라디오             | 2011년 11월 7일 ~ 2014년 12월 31일 | 매일 아침 6:40 ~ 아침 7:00 (생방송), 매일 밤 10:40 ~ 밤 11:00 (재방송)                                               |
| KBS 3라디오             | 2015년 1월 1일 ~ 2016년 5월 8일    | 매일 아침 6:40 ~ 아침 7:00 (생방송), 매일 밤 11:40 ~ 밤 12:00 (재방송)                                               |
| KBS 3라디오             | 2016년 5월 9일 ~ 2018년 5월 27일   | 매일 아침 7:40 ~ 아침 8:00 (생방송), 매일 밤 11:40 ~ 밤 12:00 (재방송)                                               |
| KBS 3라디오 KBS 1라디오 | 2018년 5월 28일 ~ 2019년 6월 9일   | 매일 아침 7:40 ~ 아침 8:00 (3R 생방송), 매일 밤 11:40 ~ 밤 12:00 (3R 재방송), 매일 새벽 4:20 ~ 새벽 4:40 (1R 본방송) |
| KBS 3라디오 KBS 1라디오 | 2019년 6월 10일 ~ 2021년 1월 31일  | 매일 아침 7:40 ~ 아침 8:00 (3R 생방송), 매일 밤 8:40 ~ 밤 9:00 (3R 재방송), 매일 새벽 4:20 ~ 새벽 4:40 (1R 본방송)   |